# Día de la Mujer Africana
El Día de la Mujer Africana se celebra el 31 de julio. Fue instituido el 31 de julio de 1962 en la Conferencia de las Mujeres Africanas, en Dar es-Salam, Tanzania. Esta celebración es reconocida en un total de 14 países y por ocho Movimientos de Liberación Nacional. En la misma conferencia se creó la Organización Panafricana de Mujeres con el objetivo de trabajar en defensa de los derechos de las mujeres en el continente africano.
Entre los objetivos prioritarios de la organización se encuentran la educación de las mujeres y niñas, la reconstrucción de África, lucha contra el SIDA y asegurar la paz y la democracia.

## Escenario
Se sabe que la mujer, en el continente de África, aún es discriminada. Sin embargo, ha ido ganado espacio tanto en el mercado de trabajo, ya sea en el poder. La descolonización del continente  en el siglo XX, permitió a las mujeres que comenzaran a ganar posiciones en el mercado, aunque con una remuneración más pequeña que la de los hombres.
En África, las mujeres continúan siendo las más pobres y es sobre ellas que recaen varios tipos de violencia. El SIDA (virus VIH), es también un problema, ya que, el sexo femenino es el más vulnerable a esta infección por el virus.